# نادي الصيد
نادي الصيد المصري هو نادي مصري مقره في الجيزة، وله عدة فروع في الدقي ومدينة السادس من أكتوبر والقطامية وبورسعيد والإسكندرية. كانت الفكرة الأساسية للنادي هي توفير مساحة لجميع الرماة المصريين للتعبير عن هوايتهم. في الوقت الحاضر، لا يقتصر الأمر على الرماة المصريين فحسب، بل لكل من يرغب في ممارسة أي رياضة أو تطوير أي هواية، يساعد نادي الرماية من خلال توفير ملاعب ومنصات دراسية للعديد من الألعاب الرياضية والهوايات. تأسس النادي عام 1938 بأمر ملكي من الملك فاروق الأول ملك مصر، وكان يسمى انذاك بنادي الرماية الملكي المصري. النادي لديه فريق كرة قدم خاص به يشارك في دوري الدرجة الثالثة المصري.

## الفروع
1. نادي صيد الدقي انشئ عام 1939 مساحتة 55 فدان
2. نادي صيد 6 أكتوبر افتتح عام 2009 مساحتة 65 فدان
3. نادي صيد الإسكندرية انشئ عام 1939
4. نادي صيد بورسعيد انشئ عام 1942
5. نادي صيد مرسي علم
6. نادي صيد الخرطوم انشئ عام 1940
7. نادي صيد القطامية
8. استراحة كوم اوشيم بالفيوم
9. نادي صيد برج العرب الجديدة حالياً تحت الإنشاء